# Gonodactylus
Gonodactylus és un gènere d'estomatòpodes.

## Espècies
- Gonodactylus acutirostris de Man, 1898
- Gonodactylus botti Manning, 1975
- Gonodactylus childi Manning, 1971
- Gonodactylus chiragra (Fabricius, 1781)
- Gonodactylus platysoma Wood-Mason, 1895
- Gonodactylus smithii Pocock, 1893